# Kim Ji-min (comediante)
{{Chinese
|c={{|金|智|珉}}
|p=Jīnzhìmín 
|}}
Kim Ji-min ((en hangul, 김지민; en hanja, 金智珉) Pinyin: Jīnzhìmín) es una comediante y actriz surcoreana.

## Vida personal
En 2008 comenzó a salir con Yoo Sangmoo sin embargo después de 4 años, se separaron en 2011.
En abril de 2022, su agencia confirmó que estaba saliendo con el comediante Kim Jun-ho.

### Salud
El 13 de febrero de 2022, se agencia JDB Entertainment anunció que había dado positivo para COVID-19 después de realizarse la prueba PCR, por lo que se encontraba en autocuarentena y tomando las medidas, necesarias siguiendo las pautas de las autoridades sanitarias.

## Carrera
Es miembro de la agencia JDB Entertainment.

## Filmografía

### Series de televisión
| Año  | Título             | Papel                     | Nota   |
| ---- | ------------------ | ------------------------- | ------ |
| 2022 | It's Beautiful Now | Demandante                | KBS2   |
| 2020 | Did We Love?       | Moderadora de Evento      | ep. #2 |
| 2018 | My Strange Hero    | Clienta en "Your Request" | ep. #4 |

### Películas
| Año  | Título              | Papel    | Nota |
| ---- | ------------------- | -------- | ---- |
| 2012 | Yak: The Giant King | Noksooni | voz  |

### Programas de televisión
| Año                             | Título                      | Notas                                                                         |  |
| ------------------------------- | --------------------------- | ----------------------------------------------------------------------------- |  |
| 2020                            | Running Man                 | invitada                                                                      |  |
| 2019                            | My Brain-fficial            | invitada                                                                      |  |
| 2006-2007, 2011-2015, 2017-2018 | Gag Concert                 | ella misma                                                                    |  |
| 2007                            | Laugh Club Season 2         | ella misma                                                                    |  |
| 2013                            | Cheer Up, Mr. Kim!          | cita a ciegas                                                                 |  |
| 2013                            | Roller Coaster 3            | ella misma                                                                    |  |
| 2013                            | Family's Dignity Full House | ella misma                                                                    |  |
| 2013                            | Ranking Girls               | ella misma                                                                    |  |
| 2013–2014                       | Mamma Mia                   | ella misma                                                                    |  |
| 2014                            | Kim Jimin's Liking          | ella misma                                                                    |  |
| 2014                            | Crisis Escape No. 1         | ella misma                                                                    |  |
| 2014                            | Human Condition             | ella misma                                                                    |  |
| 2014                            | Get It Beauty               | ella misma                                                                    |  |
| 2015                            | Happy Time                  | ella misma                                                                    |  |
| 2015                            | Mask                        | Kim Yeon-soo                                                                  |  |
| 2015                            | Conte and the City          | ella misma                                                                    |  |
| 2015                            | Pretty Avengers             | ella misma                                                                    |  |
| 2015, 2016                      | I Can See Your Voice        | Ep. #7, 11-14; 7, 10 (miembro del panel de detectives)                        |  |
| 2016                            | Knowing Bros                | ella misma                                                                    |  |
| 2016                            | Law of the Jungle           | ella misma                                                                    |  |
| 2016                            | Talents for Sale            | ella misma                                                                    |  |
| 2016                            | One Night Food Trip         | ella misma                                                                    |  |
| 2016                            | Battle Trip                 | presentadora especial (ep. 13) participante junto a Kim Min-Kyung (ep. 31-32) |  |
| 2017                            | The Beauty                  |                                                                               |  |
| 2012-2014, 2016, 2018           | Happy Together              | invitada                                                                      |  |
| 2018                            | Video Star                  |                                                                               |  |
| 2018                            | Radio Star                  |                                                                               |  |
| 2018                            | Running Man                 | invitada (ep. 416)                                                            |  |
| 2018                            | King of Mask Singer         | concursó como "Honeybee" (ep. 179)                                            |  |
| 2019                            | The Night of Hate Comments  | JTBC2                                                                         |  |
| 2019                            | Radio Star                  | MBC                                                                           |  |
| 2019                            | Comedy Big League           | TVN                                                                           |  |